# Elecciones generales de Turquía de 1973
Las elecciones generales se llevaron a cabo en Turquía el 14 de octubre de 1973. El resultado fue una victoria para el Partido Republicano del Pueblo (CHP), que obtuvo mayoría simple con 185 escaños de los 450 de la Asamblea Nacional de Turquía. La participación electoral fue del 66.8% del electorado.
Debido a que los 185 escaños no fueron suficientes para que el CHP formara gobierno este se declaró en coalición con el Partido de Salvación Nacional, dirigido por Necmettin Erbakan. El controvertido gobierno solo duraría diez meses antes de su caída. En 1974, tomaría la importante decisión de ordenar la intervención militar turca en la República de Chipre, que dejaría al país dividido en dos hasta la actualidad.

## Resultados
| Partido                             | Votos      | %    | Escaños | +/–   |
| ----------------------------------- | ---------- | ---- | ------- | ----- |
| Partido Republicano del Pueblo      | 3,570,583  | 33.3 | 185     | +42   |
| Partido de la Justicia              | 3,197,897  | 29.8 | 149     | –107  |
| Partido Demócrata                   | 1,275,502  | 11.9 | 45      | Nuevo |
| Partido de Salvación Nacional       | 1,265,771  | 11.8 | 48      | Nuevo |
| Partido Republicano Independiente   | 564,343    | 5.3  | 13      | –2    |
| Partido del Movimiento Nacionalista | 362,208    | 3.4  | 3       | +2    |
| Independientes                      | 303,218    | 2.8  | 6       | –7    |
| Partido Unidad                      | 121,759    | 1.1  | 1       | –7    |
| Partido Nacional                    | 62,377     | 0.6  | 0       | –6    |
| Votos en blanco/inválidos           | 500,185    | –    | –       | –     |
| Total                               | 11,223,843 | 100  | 450     | 0     |
| Fuente: Nohlen et al.               |            |      |         |       |